# Puente de los Poetas
El puente de los Poetas (denominado también como puente nuevo de Zamora) es un puente ubicado en la ciudad de Zamora (Castilla y León, España). Obra del ingeniero de caminos Javier Manterola, hace la unión entre la CL-527 y N-122. Se encuentra ubicado, aguas arriba un escaso kilómetro del Puente de Piedra y comunica el barrio de Olivares y el Campo de la Verdad. En la margen derecha, con el barrio de San Frontis en la margen izquierda y unos metros más abajo de Los Pelambres. La apertura del puente se realizó a comienzos del año 2013, liberando de servicio al viejo puente de Piedra.  

## Historia
Inicialmente el puente se iba a dedicar a la memoria del poeta zamorano Claudio Rodríguez, al final, debido a la insistencia de su viuda dejó indicación de la existencia de otros poetas zamoranos. Razón por la que la denominación popular (no oficial) figura como “Puente de los Poetas”. Fue inaugurado el 1 de marzo de 2013. Ese mismo día, se peatonalizó el viejo Puente de Piedra de la ciudad, al que reemplaza como principal vía de entrada a la ciudad por el sudoeste.